# Шевченко Олександр Петрович
Олександр Петрович Шевченко — солдат підрозділу Збройних Сил України, учасник російсько-української війни, який загинув у ході російського вторгнення в Україну в 2022 році.

## Життєпис
Народився 23 вересня 1975 року в м. Києві. 
Солдат, військовослужбовець підрозділу 72 ОМБр.
Загинув 12 березня 2022 року в боях з російськими окупантами в ході відбиття російського вторгнення в Україну (місце — не уточнено).
Похований на Лісовому кладовищі в місті Києві.

## Нагороди
- орден «За мужність» III ступеня (2022, посмертно) — за особисту мужність і самовіддані дії, виявлені у захисті державного суверенітету та територіальної цілісності України, вірність військовій присязі.